# Gonja ouest
Le district de Gonja ouest est l’un des 20 districts de la Région du Nord au Ghana.